# Thrilla in Manila

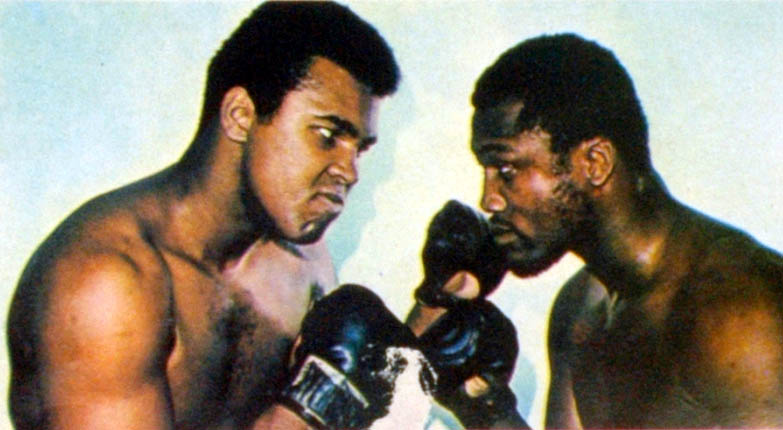
Muhammed Ali (links) und Joe Frazier

Thrilla in Manila bezeichnet einen berühmten Boxkampf zwischen Muhammad Ali und Joe Frazier am 1. Oktober 1975 in Quezon City, heute ein Teil der Region Metro Manila, Philippinen. Es war der letzte von drei Kämpfen zwischen Ali und Frazier. Nach einem klaren Punktesieg Fraziers und einem knappen Sieg Alis in den vorangegangenen Kämpfen behielt Ali in Manila erneut knapp die Oberhand. Der Kampf ging aufgrund seiner hohen Intensität und der Begleitumstände in die Geschichte des Boxens ein.

## Vorgeschichte
Der Kampf wurde von Don King ausgerichtet, der in die Hauptstadt der Philippinen auswich, um dort den strengeren Auflagen in den USA zu entgehen. Der Kampf fand vor 25.000 Zuschauern im Araneta Coliseum statt und wurde vom US-Sender HBO übertragen und weltweit im Fernsehen verfolgt. 

Frazier und Ali, die zu dieser Zeit auch eine intensive persönliche Abneigung gegeneinander entwickelt hatten, waren zu jener Zeit – zusammen mit Foreman – die beherrschenden Figuren des Schwergewichtsboxens. Die zahlreichen Zwischenfälle seit dem ersten Ali-Frazier-Kampf – u. a. die Prügelei beim Fernsehsender ABC 1974 und das Ballyhoo des wortgewaltigen Ali gegen Frazier – sorgten bereits im Vorfeld für eine entsprechend aufgeheizte Stimmung.
Ali wog 224,5 Pfund (102 kg), Frazier 215,5 Pfund (98 kg). Bei den Buchmachern war Ali 8:5 Favorit.

## Der Kampf
Ali dominierte die ersten Runden durch seine Schnelligkeit, griff ab der 4. Runde aber zunehmend auf seine bereits im Rumble in the Jungle praktizierte Rope-a-Dope-Taktik zurück und musste in der sechsten Runde einen schweren Treffer hinnehmen. Der Kampf nahm nun deutlich an Intensität zu, und es wurde eine außergewöhnlich hohe Trefferquote erreicht. Infolgedessen sowie aufgrund des Flüssigkeitsverlustes und der unerträglichen Luftfeuchtigkeit befanden sich die Kämpfer in dieser Phase in der nicht klimatisierten Halle nach Aussage von Alis Ringarzt Ferdie Pacheco in Lebensgefahr. 
In der 13. Runde gelangen Ali mehrere schwere Treffer, mit denen er Frazier an den Rand eines K. o. brachte. Ali begann den Kampf nun deutlich zu dominieren. Da in der 14. Runde Fraziers rechtes Auge großteils zugeschwollen war (und er auf dem linken nach einem Trainingsunfall äußerst schlecht sah), konnte er sich kaum mehr wehren. Immer wieder traf Ali Frazier mit Kombinationen am Kopf. Trotz der ständigen Kopftreffer gelang es Frazier, auf den Beinen zu bleiben. Im Anschluss an diese Runde brach Fraziers Trainer Eddie Futch den Kampf ab. Unmittelbar danach erlitt Ali einen Kollaps. Auf den Punktzetteln der drei Ringrichter lag Ali bei Abbruch des Kampfes einstimmig in Führung (8-5-1, 8-2-4, 9-3-2), während die Sportreporter den Kampf ausgeglichen sahen oder sogar Frazier vorne hatten. 
Hatte Ali Frazier vor diesem Kampf noch öffentlich veralbert und gedemütigt, sprach er in der Pressekonferenz nach dem Kampf mit höchstem Respekt über seinen Kontrahenten und nannte ihn großartig.

## Zitate
Ali: 
- „Dürfen artengeschützte Tiere in die Philippinen einreisen?“
- „It's gonna be a thrilla // and a chilla // and a killa // when I get the gorilla // in Manila.“
- „Joe Frazier ist der größte Boxer aller Zeiten – neben mir.“
- „Wir kamen als junge Champions nach Manila und gingen als alte Männer.“

Frazier:
- „Ich reiß diesem Halbblut sein Herz aus der Brust.“
- „Allmächtiger, was für ein Champion! Ich hab ihn mit Schlägen traktiert, die eine Stadtmauer zum Einsturz gebracht hätten, und er hat sie weggesteckt. Was für ein Kämpfer!“